# 三浦徹 (牧師)
三浦 徹（みうら とおる、嘉永3年9月17日（1850年10月22日） - 大正14年（1925年）9月30日）は、明治時代に活動した日本の牧師である。日本基督教会の牧師として活動した。
音楽家納所弁次郎の義兄、文部大臣を務めた政治家永井道雄の祖父、民主党の政治家鮫島宗明の曽祖父である。

## 生涯

### 初期
1850年（嘉永）に沼津藩士三浦千尋の息子として生まれる。江戸に住み、フランス兵法を学ぶが、のちに英学を学ぶようになり、米国長老教会宣教師のクリストファー・カロザースに接触するようになる。

### キリスト教入信
その後に、スコットランド一致長老教会の宣教師ロバート・デイヴィッドスンの日本語教師になる。デイヴィッドスンと同居して僅か10日後に、デイヴィッドスンより洗礼を受ける。1874年（明治7年）に南小田原町3丁目10番の自宅を、スコットランド一致長老教会のヘンリー・フォールズが設立した築地病院に提供する。
1875年に、スコットランド一致長老教会が設立した女学校（三浦女学校）の日本人校主になる。
1876年（明治9年）、東京一致神学校の第1期生として入学する。
明治維新後、三浦の旧主水野忠敬が上総菊間に転封された関係で、デイヴィッドスンと重富柳太郎と共に千葉県房総方面に伝道旅行に出かけた。

### 牧師時代

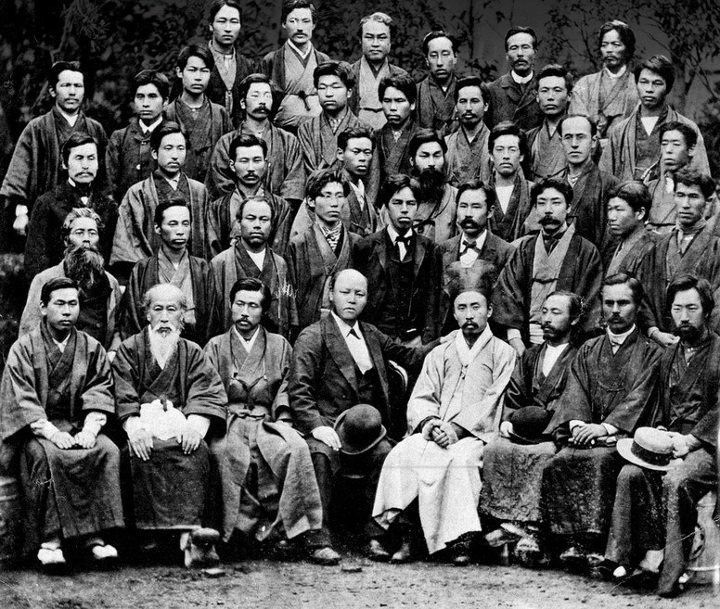
1883年の第三回全国基督信徒大親睦会、三浦は最後列の左から2人目

1879年（明治12年）に東京一致神学校を卒業すると、2年前の1877年（明治10年）にデイヴィッドスンが開拓した両国教会の最初の日本人牧師に就任する。
1880年（明治13年）11月11日に納所りう（作曲家納所弁次郎の姉）と結婚した。
1883年(明治16年)5月、新栄教会で開催された、第三回全国基督教信徒大親睦会に幹部として参加する。
1888年（明治21年）に三浦は両国教会を離れ、エドワード・ローゼイ・ミラー宣教師夫妻と共に盛岡伝道に乗り出した。盛岡でミラーと共に、ハイデルベルク信仰問答を訳して出版する。
1900年（明治33年）に入ると、りう夫人が肺疾のために、静岡県三島に一家で転地療養することになり、9月に盛岡を離れた。
1912年（大正元年）10月15日に盛岡教会創立25周年記念が開催されて、ミラー宣教師と井深梶之助らと共に招かれる。